# Ilgar Mirzayev
Ilgar Anzor oglu Mirzayev (en azerí: İlqar Anzor oğlu Mirzəyev; Gardabani, 8 de mayo de 1973 – Tovuz, 14 de julio de 2020) fue militar de Azerbaiyán, coronel de las Fuerzas Armadas de Azerbaiyán, Héroe Nacional de la República de Azerbaiyán.

## Biografía
Ilgar Mirzayev nació el 8 de mayo de 1973 en Gardabani. En 1980-1990 estudió en la escuela secundaria en Gardabani. En 1991 entró en la Escuela Militar Superior de Azerbaiyán. 
En 1995 se graduó de la escuela y empezó a servir en las filas de las Fuerzas Armadas de Azerbaiyán. En 2003-2005 estudió en la Academia Militar de las Fuerzas Armadas de Azerbaiyán. 
En los distintos años sirvió en Bakú, Ganyá, Najicheván, Beylagan, Goranboy y Shamkir. Sirvió en el frente en la Guerra de los Cuatro Días. 
En 2018 Ilgar Mirzayev recibió el rango militar coronel. El 23 de febrero de 2019 fue nombrado jefe de artillería del 3er cuerpo del Ejército de Azerbaiyán.
El 14 de julio de 2020 Ilgar Mirzayev cayó mártir en el conflicto fronterizo armenio-azerí. El 15 de julio fue enterrado en el Segundo Callejón de Honor en Bakú.
El 9 de diciembre de 2020, de acuerdo con la orden del presidente de Azerbaiyán, Ilham Aliyev, Ilgar Mirzayev ha recibido póstumamente el título de "Héroe Nacional de Azerbaiyán" por sus servicios especiales en la restauración de la integridad territorial de la República de Azerbaiyán y su valentía al llevar a cabo misiones de combate.

## Premios y títulos
- Medalla de distinción en el Servicio Militar (Azerbaiyán) (2006)
- Orden "Por el servicio a la patria" (2016)
- Orden "Por el servicio a la patria" (2016)
- Medalla de distinción en el Servicio Militar (Azerbaiyán) (2017)
- Medalla "Centenario del ejército azerbaiyano" (2018)
- Héroe Nacional de la República de Azerbaiyán (2020)[4]